# Морской бой (игра)

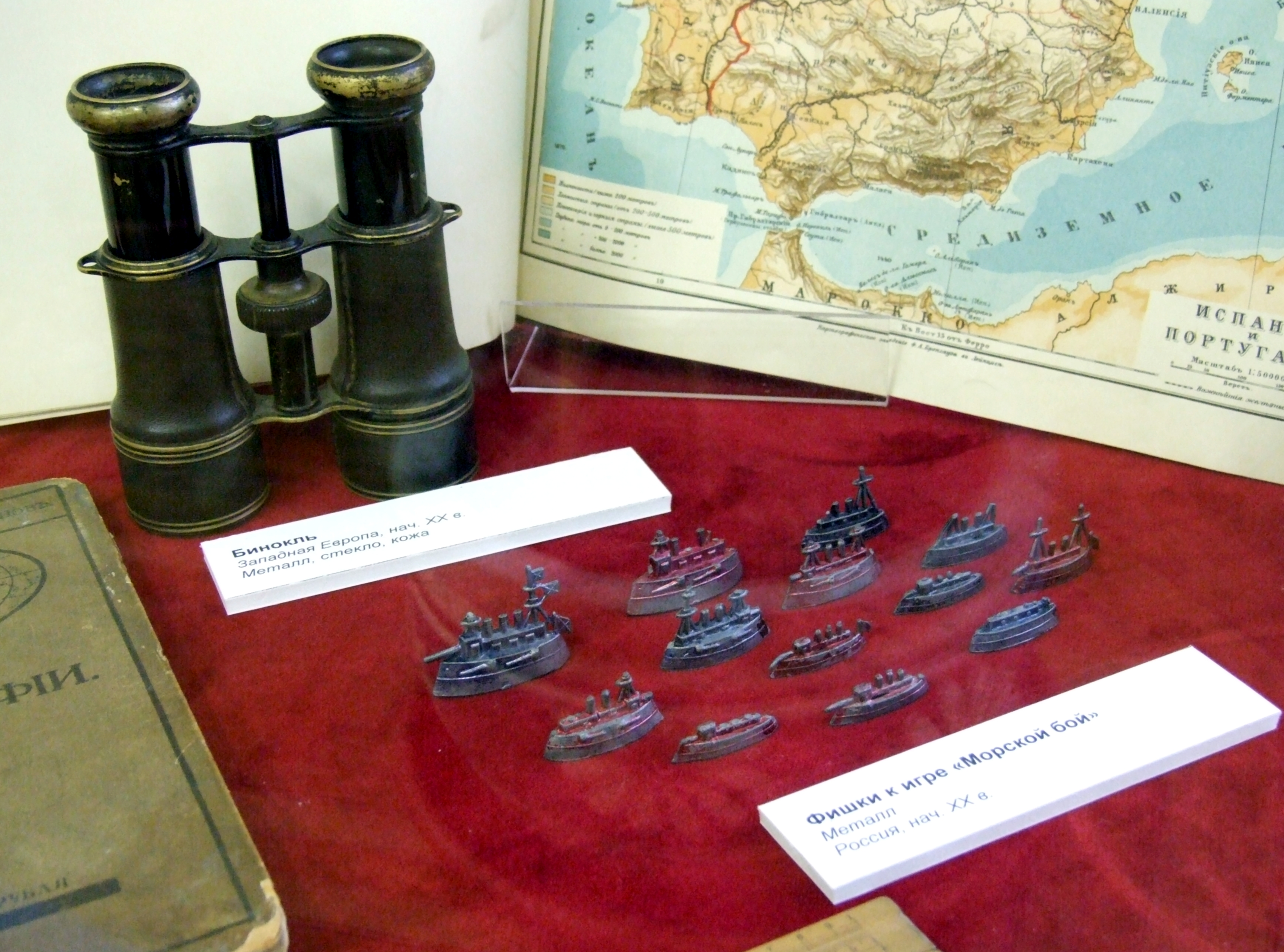
Дореволюционные фишки для игры в «Морской бой»

Настольный вариант игры

Складной вариант игры

Портативный вариант игры

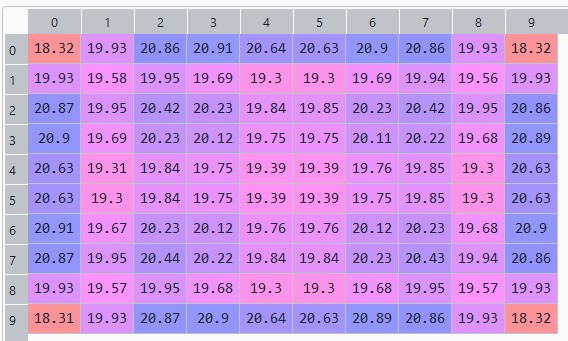
70,1 млн случайных расстановок на начальной позиции. Цифра в клетке означает вероятность в процентах что там окажется корабль

«Морской бой» — игра для двух участников, в которой игроки по очереди называют или сообщают иным способом координаты на карте соперника. Если у противника имеется корабль с этими координатами, то корабль или его палуба (дека) поражается, попавший делает ещё один ход. Цель игрока: первым уничтожить все корабли противника.

## Классический морской бой

### Правила размещения кораблей (флота)
Игровое поле — обычно квадрат 10×10 у каждого игрока, на котором размещается флот кораблей. Горизонтали обычно нумеруются сверху вниз, а вертикали помечаются буквами слева направо. При этом используются буквы русского алфавита от «а» до «к» (буквы «ё» и «й» обычно пропускаются) либо от «а» до «и» (с использованием буквы «ё»), либо буквы латинского алфавита от «a» до «j». Иногда используется слово «республика» или «снегурочка», так как в этих 10-буквенных словах ни одна буква не повторяется. Поскольку существуют различные варианты задания системы координат, то об этом лучше заранее договориться.
Размещаются:
- 1 корабль — ряд из 4 клеток («четырёхпалубный»; линкор)
- 2 корабля — ряд из 3 клеток («трёхпалубные»; крейсера)
- 3 корабля — ряд из 2 клеток («двухпалубные»; эсминцы)
- 4 корабля — 1 клетка («однопалубные»; торпедные катера)

Другой вариант названия кораблей: «…-трубные» (напр. двухтрубные).
При размещении корабли не могут касаться друг друга сторонами и углами. Встречаются, однако, варианты, когда касание углами не запрещается. Встречаются также варианты игры, когда корабли могут размещаться буквой «Г» («трёх-» и «четырёхпалубные»), квадратом или зигзагом («четырёхпалубные»). Кроме того, есть варианты с другим набором кораблей (напр., один пятипалубный, два четырёхпалубных и т. д.) и/или другой формой поля (15×15 для пятипалубных (авианосец)).
Рядом со «своим» полем чертится «чужое» такого же размера, только пустое. Это участок моря, где плавают корабли противника.
При попадании в корабль противника — на чужом поле ставится крестик, при промахе — точка. Попавший стреляет ещё раз.
Самыми уязвимыми являются линкор и торпедный катер: первый из-за крупных размеров, в связи с чем его сравнительно легко найти, а второй из-за того, что топится с одного удара, хотя его найти достаточно сложно.

### Потопление кораблей противника
Перед началом боевых действий игроки бросают жребий или договариваются, кто будет ходить первым.
Игрок, выполняющий ход, совершает выстрел — называет вслух координаты клетки, в которой, по его мнению, находится корабль противника, например, «В1».
1. Если выстрел пришёлся в клетку, не занятую ни одним кораблём противника, то следует ответ «Мимо!» и стрелявший игрок ставит на чужом квадрате в этом месте точку. Право хода переходит к сопернику.
2. Если выстрел пришёлся в клетку, где находится многопалубный корабль (размером больше чем 1 клетка), то следует ответ «Ранил(а)!» или «Попал(а)!», кроме одного случая (см. пункт 3). Стрелявший игрок ставит на чужом поле в эту клетку крестик, а его противник ставит крестик на своём поле также в эту клетку. Стрелявший игрок получает право на ещё один выстрел.
3. Если выстрел пришёлся в клетку, где находится однопалубный корабль, или последнюю непоражённую клетку многопалубного корабля, то следует ответ «Убил(а)!» или «Потопил(а)!». Оба игрока отмечают потопленный корабль на листе. Стрелявший игрок получает право на ещё один выстрел.

Победителем считается тот, кто первым потопит все 10 кораблей противника. Проигравший имеет право попросить изучить после окончания игры у соперника игровое поле. Если проигравший находит какое-нибудь нарушение правил (см. ниже), то победа присуждается ему. Первоначальный победитель в свою очередь может попросить у соперника игровое поле для поиска нарушений. Если он их находит, то игроки сверяют чужие поля друг у друга. Если никаких несоответствий не замечено, то игра не засчитывается (оба проиграли). Тот, у кого чужое поле будет неверным (причём доказуемо неверным), будет проигравшим, а его соперник победителем. Игра также может закончиться раньше, чем будут потоплены все корабли, если нарушение правил будет замечено в течение игры. Проигравшим в этом случае будет считаться тот, у кого обнаружат нарушение правил, хотя он тоже может попросить игровое поле у соперника для поиска нарушений.

### Нарушения
1. У игрока неправильно начерчено своё поле:
  - Количество кораблей не соответствует правилам;
  - Корабли касаются друг друга;
  - Неправильные размеры поля;
  - Неверная система координат.
2. Игрок производил на своём игровом поле изменения, не предусмотренные правилами игры (в процессе игры можно ставить только точки и крестики и только по правилам), например, дорисовал недостающий корабль[1];
3. Игрок подглядел расположение кораблей противника[1];
4. Игрок пропустил свой ход.

### Выигрышная стратегия
Вокруг каждого корабля можно нарисовать область (шириной в одну клетку), в которой не может быть других кораблей — эту область назовём ореолом данного корабля. Одна из выигрышных стратегий описана Я. И. Перельманом. Игрока, использующего эту выигрышную стратегию, назовём Виктором; другого игрока (не использующего выигрышную стратегию Я. И. Перельмана) назовём Петром.
Выигрышная стратегия Перельмана состоит в том, что Виктор свои многоклеточные корабли компактно располагает в одном из углов поля, «вжимая» в этот угол так, как только возможно. Одноклеточные корабли Виктор равномерно распределяет по оставшейся незанятой многоклеточными кораблями части поля. Скорее всего, Пётр относительно быстро обнаружит, что много кораблей Виктора компактно сосредоточенно в этом углу, и быстро уничтожит все корабли Виктора, кроме одноклеточных. После этого, чтобы найти одноклеточные корабли Виктора, Петру надо будет исследовать своими ходами-выстрелами очень большую площадь, поскольку ореолы многоклеточных кораблей Виктора перекрываются, плюс к тому львиная доля площади ореолов кораблей, прижатых к кромке поля, оказывается за пределами поля. Между тем, благодаря тому, что у Петра перекрывается меньше площади ореолов, чем у Виктора, Виктору нужно исследовать меньшую площадь поля Петра, чем Петру площадь поля Виктора.
По мере того как игроки поражают корабли друг друга, не исследованная Виктором часть площади поля Петра уменьшается быстрее, чем уменьшается не исследованная Петром часть площади поля Виктора. Благодаря этому Виктор быстрее исследует своими ходами-выстрелами поле Петра, чем Пётр поле Виктора, и, следовательно, Виктор быстрее, чем Пётр, поразит все корабли противника. При этом Виктор понесёт большие потери (потеряет все многоклеточные корабли), однако правила игры не требуют стремиться к минимальным потерям, поэтому Виктор, сохранив только одноклеточные корабли, окажется в выигрыше по сравнению с Петром, который потеряет все свои корабли раньше, чем Виктор.

## Варианты игры
Существуют варианты игры, отличающиеся правилами (распространённые за пределами России). В основном, это касается количества и размера кораблей, например, вариант компании «Милтон Брэдли» — пятиклеточный, четырёхклеточный, два трёхклеточных и двухклеточный. Существуют варианты, где игрок может стрелять больше одного раза подряд. Также очень отличающийся вариант описан в книге Я. И. Перельмана «Занимательные Задачи и опыты».
При стандартном размере поля (10×10) и стандартном наборе кораблей (1×4 + 2×3 + 3×2 + 4×1), в игру можно добавить одну мину (или не одну). Мина обозначается кружком, вписанным в одну клетку. Клетка с миной не должна касаться кораблей, а если мин больше одной, то и других клеток с минами.
Если игрок в результате своего хода попал на мину (на мину противника), то он должен сообщить хозяину мины (противнику) координаты одной своей непоражённой клетки, занятой любым своим кораблём (корабль может иметь сколько угодно клеток, но выдаётся только одна клетка). После этого хозяин мины имеет возможность метко выстрелить (выданная клетка не погибает в момент попадания на мину — чтоб она погибла, по ней надо выстрелить; иначе говоря, мина только сообщает координаты корабля). Хозяин мины не обязан поражать выданную клетку сразу же — он имеет право выстрелить по ней в любое время. Поскольку выстрел по выданной клетке меткий, то хозяин мины после этого выстрела получает право на повторный ход. Использованная мина «гасится» постановкой точки в центре кружка (в центре её клетки).
Размер поля можно увеличить — например, размер 16×16 или 18×18 позволяет с удобством использовать весь размер одинарного тетрадного листа. В этом случае количество фигур можно увеличить — например, как предлагал Я. И. Перельман. Тогда, в связи с увеличением численности армий и размера поля, можно увеличить количество мин (например, до трёх) и добавить в игру минный тральщик (скажем, один у каждого игрока). Минный тральщик обозначается равнобедренным треугольничком, вписанным в одну клетку, так, что основание равнобедренного треугольника совпадает с нижней стороной клетки, а противоположная основанию вершина лежит на верхней стороне клетки, деля верхнюю сторону пополам.
Если игрок, сделав ход, попал на минный тральщик, то он должен выдать противнику (хозяину минного тральщика) координаты одной из своих ещё не сработавших мин — чтобы хозяин минного тральщика знал, что по этим координатам выданной клетки с миной ходить не следует. Клетка с минным тральщиком не должна касаться клеток с кораблями и минами, а также, если минных тральщиков больше одного, и клеток с другими минными тральщиками. Если к моменту срабатывания минного тральщика у походившего не осталось ни одной мины, то противник походившего сообщает походившему, что он попал на минный тральщик, но походивший ему ничего не выдаёт.
Так как попадание на мину или на минный тральщик не является успехом, а является неприятностью для ходившего, то после такого неудачного хода ход переходит к хозяину сработавшей мины или сработавшего минного тральщика. Попав на мину, нельзя вместо координат клетки корабля выдавать клетку с минным тральщиком. Мины и минные тральщики являются одноклеточными фигурами. Мины и минные тральщики не считаются значащими фигурами — поэтому, если у игрока остались только мины и минные тральщики, но погибли все корабли, а у другого игрока не все корабли погибли, то игра считается оконченной, а первый игрок — проигравшим.

## Компьютерные реализации

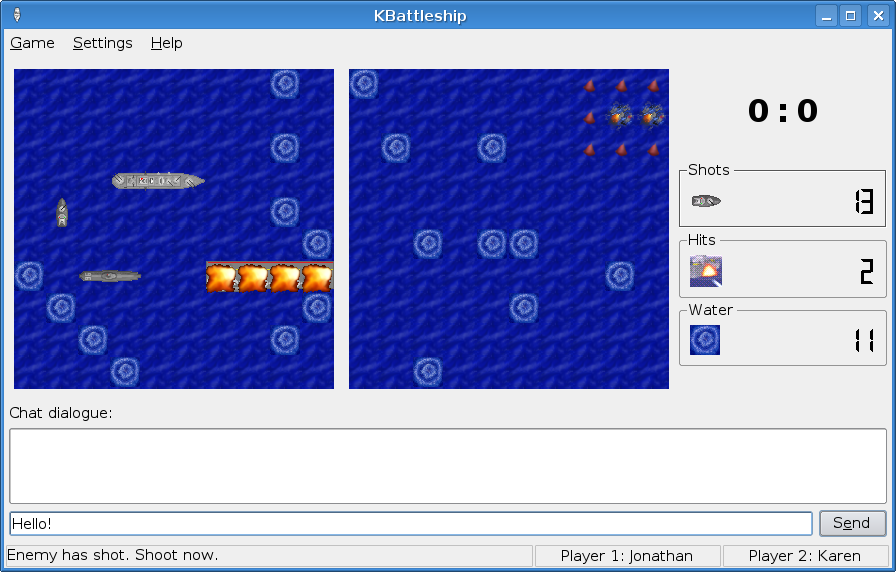
KBattleship

Существует много компьютерных программ, имитирующих игру.
Компьютерные реализации могут отличаться наличием звуков, автоматическим обозначением полей, где не может быть корабля, и т. п.
- KBattleship (Naval Battle) — из набора игр KDE Games.
- The Battle on the Black Sea — игра для DOS 1992 года, написанная Вадимом Башуровым (автором «Поля Чудес» для DOS). В 1990-е годы была распространена на ПК.
- Морской бой, разработанный по заказу Министерства обороны РФ.
- Battleship — разновидность морского боя для Linux.

## Игра «Морской бой» в искусстве
- Игру в «Морской бой» упомянул в своём дневнике Рюрик Ивнев (в 1907 году).
- Стихотворение «Морской бой» на тему игры было первым опубликованным в печати стихотворением Бориса Заходера (в 1947 году).
- Процесс игры положен в основу действия одноимённого сюжета детского киножурнала «Ералаш» (1985 год, выпуск № 52).
- С 12 сентября 1999 года по 14 июля 2001 года на канале НТВ и с 2003 по 2005 год на СТС выходила детская телеигра «Полундра», представлявшая собой морской бой.
- В 2012 году на киноэкраны вышел фильм «Морской бой», снятый по мотивам настольной игры.
- С 24 марта 2019 года на телеканале «Звезда» выходит телеигра «Морской бой».